# Perissomastix onyx
Perissomastix onyx är en fjärilsart som beskrevs av László Anthony Gozmány. Perissomastix onyx ingår i släktet Perissomastix och familjen äkta malar. Inga underarter finns listade i Catalogue of Life.